# Sucuk

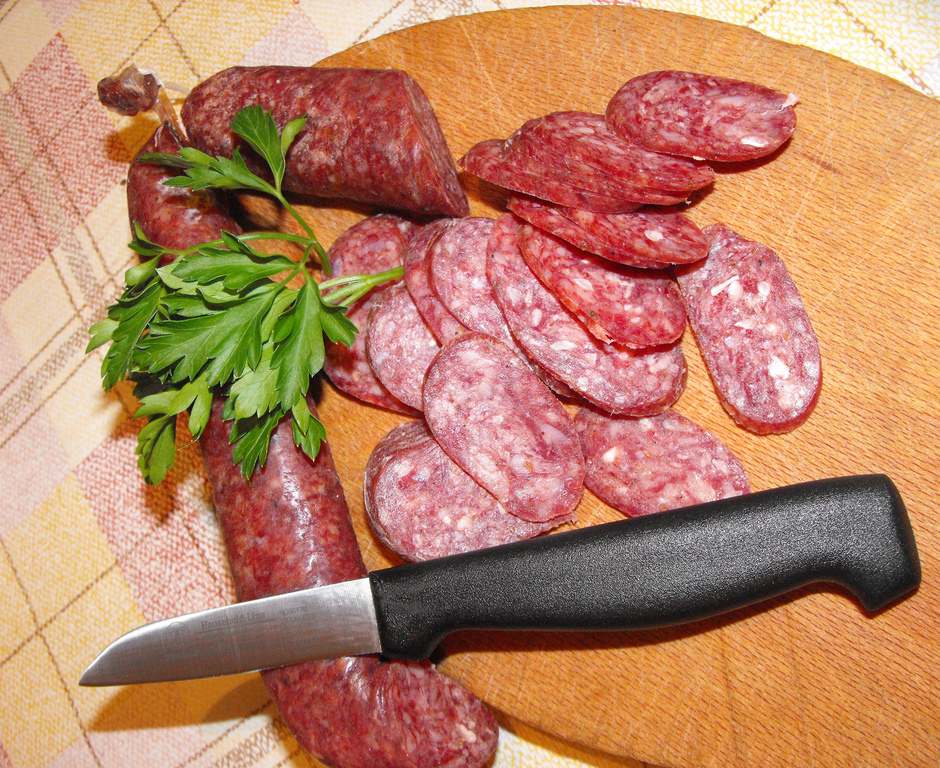
Sucuk.

El sucuk és una salsitxa seca condimentada, consumida als Balcans, l'Orient Mitjà i l'Àsia central. El nom procedeix del persa زیجک zījak, ‘budell farcit’. El diccionari persa-anglès del segle xix escrit per Francis Steingass el descriu com «els intestins d'una ovella farcits amb carn picada i arròs amanits».
Consisteix en carn picada, normalment de vedella, tot i que es fa també amb altres carns, i espècies variades, incloent comí, sumac, all, sal i pebre, embotida en tripa, que es deixa assecar diverses setmanes. Pot ser més o menys picant, bastant salat i amb un alt contingut en greix.
Sol tallar-se en rodanxes i cuinar-se sense oli addicional, resultant suficient el seu propi greix per a fregir-lo. Per a esmorzar, es fa servir de forma semblant a la cansalada o l'spam. Es fregeix en una paella, de vegades amb ous, acompanyat d'una taça calent de te turc. El sucuk també s'utilitza en alguns plats amb fesols, o en alguns pastissos de certes regions turques. A Bulgària el sucuk cru en rodanxes sol servir-se amb rakia o una altra beguda d'alta graduació. Al Líban el sucuk cuinat en rodanxes s'empra en sandvitxos amb salsa d'all i tomàquet.
El sucuk es fa servir també habitualment en pastissos salats de'Iraq, Síria, Israel i el Líban. El sucuk shawarma també pot trobar-s'hi de vegades. Similar a aquest, el sucuk döner fou també introduït a Turquia a finals dels anys 1990.

## Nom
El nom turc "sucuk" ha estat adoptat sense canvi a les llengües de la regió incloent el búlgar суджук, sudzhuk; el rus суджук, sudzhuk; l'albanès suxhuk; el romanès sugiuc; el serbocroat sudžuk/cyџyk; el macedonià суџук, sudžuk; l'armeni սուջուխ, suǰux; l'àrab سجق, sujuq; el grec σουτζούκι, soutzouki. I evidentment també és conegut per altres pobles turquesos: el kirguís чучук, chuchuk; i el kazakh шұжық, shujiq.

## Dolç
Hi ha també un dolç amb forma de salsitxa anomenat cevizli sucuk (Turquia), soutzoukos (Grècia) o churchkhela (Geòrgia) que es prepara cosint nous en una cadena, submergint-la en most de raïm espessit i deixant-ho assecar.